# Ernest Solvay
Ernest Gaston Joseph Solvay (Rebecq, Bélgica, 16 de abril de 1838-Ixelles, 26 de mayo de 1922) fue un químico industrial, filántropo y político belga. Desarrolló un nuevo procedimiento para la fabricación de carbonato sódico al tratar con dióxido de carbono y amoníaco una solución saturada de sal común.
Su apellido dio nombre al proceso Solvay, a la torre Solvay (ambos procesos de la química industrial) y a las conferencias Solvay, que hoy en día se siguen organizando y que a principios del siglo XX reunieron a los más importantes personajes de la física de la época.

## Trayectoria
Solvay nació el 16 de abril de 1838 en Rebecq-Rognon, en la provincia del Brabante Valón, Bélgica.
Una enfermedad le impidió ir a la universidad, por lo que adquirió la formación básica en las escuelas locales, y trabajando con su padre en el negocio de la producción de sales, Pero sólo cuando comenzó a trabajar en la fábrica de su tío, a la edad de 21 años, en la industria química, cuando ideó varios métodos de purificación de gases. Se le conoce principalmente por el desarrollo del proceso Solvay, un método para la producción de carbonato sódico que mejoró y desbancó al  método Leblanc existente, y por la invención de la torre Solvay de carbonatado (en la cual una solución de sal de amoníaco podía mezclarse con dióxido de carbono). Adquirió su primera patente para la producción de sosa en 1861.
En 1863, construyó su primera fábrica en Couillet, donde terminó de perfeccionar su método que patentó  en 1872. En 1890, ya había fundado empresas en diversos países, y en 1900, el 95% de la crecida producción mundial de sosa provenía del  proceso Solvay. Hoy en día, siguen operativas cerca de 70 fábricas que lo emplean. La sosa es un componente esencial en numerosas aplicaciones industriales como, por ejemplo, la fabricación del vidrio, la metalurgia y la fabricación de detergentes.
Este éxito le reportó a Solvay una riqueza considerable, la cual usó para diversos propósitos filantrópicos, incluida la fundación de varios institutos internacionales de investigación científica en fisiología (1893), sociología (Universidad de Bruselas, 1902), física (1912) y química (1913). Las conferencias sobre física de Solvay eran particularmente reconocidas por su papel en el desarrollo de las teorías de la mecánica cuántica y la estructura atómica. Al mismo tiempo, tomó iniciativas sociales, pues fue precursor del reconocimiento de los derechos laborales en sus industrias, donde inició un sistema de seguridad social inexistente en la época: una pensión para los trabajadores, desde 1899, limitaciones al horario de trabajo y jornada de 8 horas desde 1908, la instauración de vacaciones pagadas desde 1913 y una especie de reciclaje profesional.

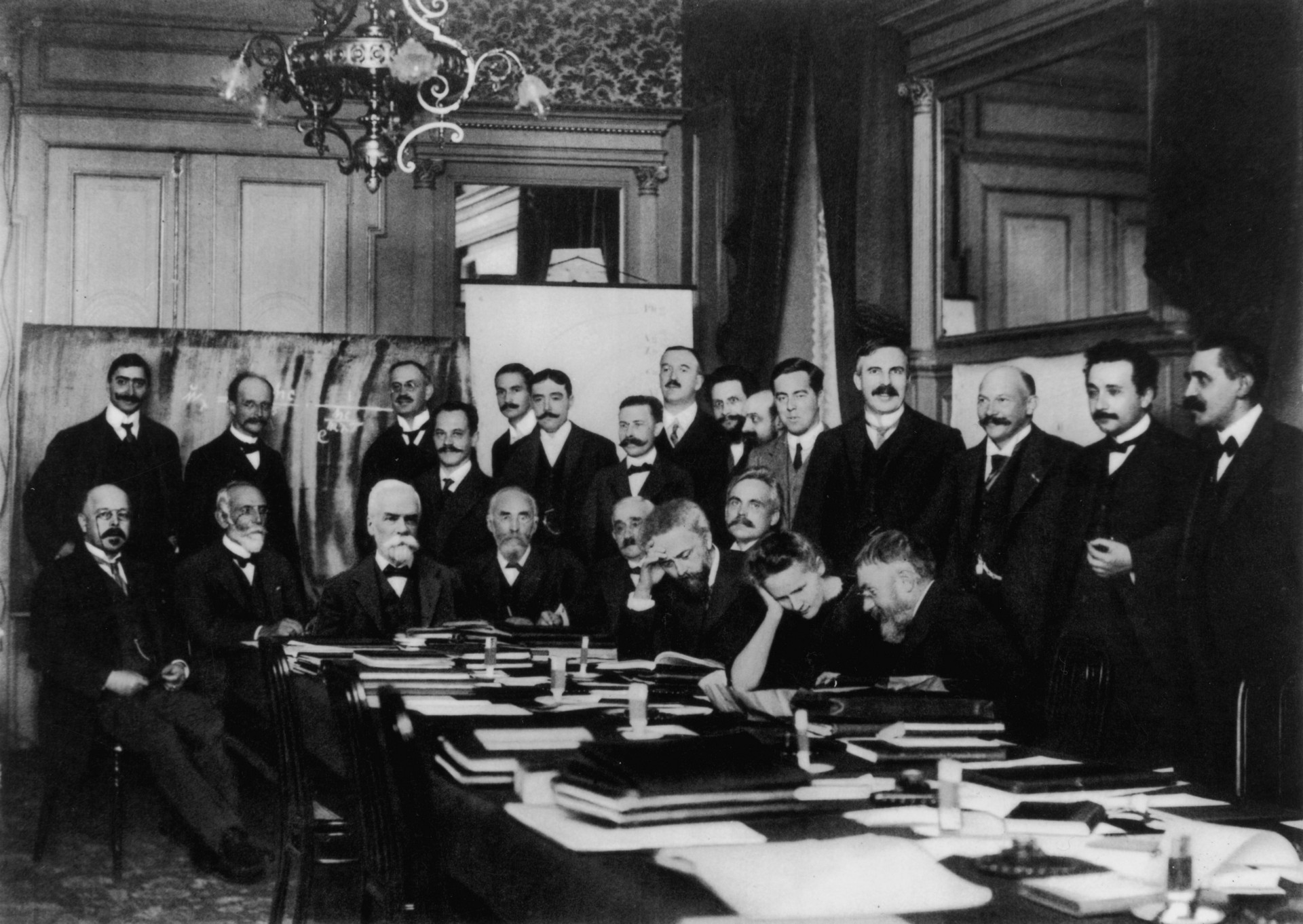
Conferencia Solvay de física de 1911. Ernest Solvay es el tercero sentado por la izquierda.

Diseñó los contornos de una estructura social fundada sobre la organización del mercado de trabajo, la igualdad de oportunidades y la implicación regulatoria del Estado. Político liberal comprometido, fue elegido dos veces senador y, en 1918, ministro de Estado.
En 1911 fue el promotor de una importante conferencia científica, el denominado Congreso Solvay, donde estuvieron algunos de los físicos más importantes de la época, como Albert Einstein, Ernest Rutherford, Max Planck o Marie Curie, entre otros, introductores de la radiación, la mecánica cuántica y el modelo atómico. Después del éxito de esta primera conferencia, se produjeron otras cada tres años, en las que asistieron otros importantes científicos como Niels Bohr o Werner Heisenberg, entre otros muchos más. La conferencia más importante de todas fue la quinta, celebrada en 1927 en Bruselas.
Solvay falleció en el año 1922 en Ixelles, Región de Bruselas-Capital.

## Premios y reconocimientos
- 1918 : Ministro de Estado, por Decreto Real.[5]
- Gran Cordón de la Orden de Leopoldo, por Decreto Real.[6] 21 de noviembre de 1918
- Gran Cordón de la Legión de Honor, Francia, 7 de noviembre de 1919